# Monumento al Marchese de Pombal
Il monumento al Marchese de Pombal è una statuta in onore di Sebastião José de Carvalho e Melo, meglio noto come Marchese de Pombal, che si trova in Praça Marquês de Pombal, la piazza più grande di Lisbona.

## Storia
Il concorso per il monumento si tenne nel 1915 e fu vinto da un'équipe costituita dagli architetti Adães Bermudes e António do Couto e dallo scultore Francisco dos Santos (quest'ultimo deceduto quattro anni prima dell'inaugurazione del monumento). Il monumento ha inoltre visto gli interventi degli scultori José Simões de Almeida, Leopoldo de Almeida ed Eduardo Ribeiro Leitão e fu inaugurato il 13 maggio del 1934.

## Descrizione
Il monumento al Marchese de Pombal è costituito da un piedistallo in pietra lavorata di 40 metri di altezza, sul quale si erge la statua in bronzo del Marchese a tutto corpo, con accanto un leone, simbolo di forza, determinazione e regalità.
Nella parte superiore del piedestallo si trovano quattro medaglioni che rappresentano i principali collaboratori del marchese, tra i quali l'architetto Eugénio dos Santos e lo scultore Joaquim Machado de Castro. Nella parte inferiore della base si trovano intorno varie figure allegoriche, in particolare una figura femminile che rappresenta simbolicamente "Lisbona riedificata" e tre gruppi scultorei che rievocano le riforme attuate da Sebastião Carvalho e Melo. Agli angoli sono rappresentate le armi della città di Lisbona.